# Badacsonylábdihegyi vasúti baleset
A badacsonylábdihegyi vasúti baleset 1999. június 4-én történt a Börgönd–Szabadbattyán–Tapolca-vasútvonalon. A balesetben senki sem halt meg, de a vonatot továbbító M61, 004-es mozdony (,,Négyeske") kisiklott, és az alváza meggörbült főkerettel roncsolódott. A gépet 1999. november 23-án leselejtezték. A gép épen maradt, és felújított végét 2001-ben a Közlekedési Múzeum 2016-2017 között lebontott városligeti épületének oldalában állították ki. A Közlekedési Múzeum mellől 2015-ben vitték el a mozdony maradványait. Majd a felújítást követően, 2017. december 30-án a tapolcai vasútállomás mellett helyezték el a műtárgyat. 2004-ben a NOHAB-GM alapítvány a baleset helyszínén állított emlékművet.

## A baleset
1999. június 4-én délután hatalmas, tornádó erejű szél söpört végig Badacsony környékén, fákat is kicsavarva. A szelet hatalmas jégeső is kísérte. A budapesti Déli pályaudvarra tartó, 1973-as számú sebesvonat 16 óra 52 perckor indult el a tapolcai vasútállomásról. A heves vihar miatt miatt korlátozottá váltak a látási viszonyok. 
A baleset 17 óra 9 perc és 17 óra 10 perc között következett be. Badacsonylábdihegy után az 1061-1060. számú szelvényben a mozdonyvezető észlelte, hogy egy kidőlt nyárfa letört ága lóg az űrszelvénybe. Azonnal gyorsféket alkalmazott, de a mozdony még így is 78 km/h sebességgel hajtott rá az ágra. A fa időbeni észlelését a jégeső és a közvetlenül a szóban forgó pályaszakasz előtt elhelyezkedő ív tette lehetetlenné. A mozdony a levegőbe emelkedett, majd a forgóvázak leszakadása után mintegy 120 fokos fordulatot megtéve oldalával a pályán landolt. Az utána következő két személykocsi szintén kilendült a pályáról, és keresztbe fordultak. Szerencsére az első két kocsiban nem tartózkodott utas, csak az első kocsiban tartózkodó jegyvizsgáló szenvedett kisebb zúzódásokat. 
A baleset mozdonya a „Tapolca” névre keresztelt 004-es számú „NOHAB” mozdony volt, melynek alváza és főkerete a balesetben annyira meggörbült, hogy esély sem maradt a helyreállítására, később az épen maradt motorját, és főgenerátorát kiszerelték.
Szűcs Tamás mozdonyvezető csodával határos módon szintén csak kisebb zúzódásokat szenvedett, és egy nappal a baleset után már kijöhetett a kórházból.